# Carmen de Hastingae Proelio
O Carmen de Hastingae Proelio (Canção da Batalha de Hastings) é uma fonte primária escrita para a invasão normanda da Inglaterra entre setembro a dezembro de 1066, em latim; atribuída ao bispo Guy de Amiens, tio do conde Guy de Ponthieu, que figura com bastante destaque na tapeçaria de Bayeux como o vassalo do duque Guilherme da Normandia que capturou Haroldo Godwinson, em 1064.
O Carmen é geralmente aceito como o relato escrito mais antigo conhecido da invasão e centra-se na Batalha de Hastings. É escrito em forma poética, 835 linhas de hexâmetros e pentâmetros, e encontra-se preservado em apenas uma única cópia existente (Bibliothèque Royale de Belgique n°. 10.615-729, folhas 227v-230v), que é, aparentemente, uma cópia do início do século XII da original no século anterior.
Tendo todos os sinais de um trabalho apressado, o Carmen foi provavelmente composto poucos meses depois da coroação de Guilherme como rei da Inglaterra (no dia de Natal de 1066) — provavelmente em algum momento de 1067, possivelmente já na Páscoa desse ano, a ser realizada nas festividades reais na Normandia, onde o rei Guilherme I presidiu. A motivação para a produção e desempenho do poema deve ter sido algo a ver com a família do bispo Guy, que possivelmente estava, até então, em desgraça através do envolvimento de Hugo de Ponthieu na morte do rei Haroldo. Por isso é tentador identificar Hugo como o irmão mais novo do conde Guy de Ponthieu, e o autor da mutilação do antigo rei falecido, uma vez que ele havia sido morto. Por este motivo, ou alguma outra razão desconhecida, o bispo Guy sentiu a necessidade de impressionar o rei Guilherme com as contribuições que seu(s) sobrinho(s) tinha feito para sua invasão da Inglaterra. Além disso, no momento, o próprio bispo Guy estava fora de favor com o papa, e talvez queria angariar alguma influência normanda dando a Guilherme o presente do Carmen em sua honra. Uma terceira possibilidade (embora nenhum destas sejam mutuamente exclusivas), é o desfavor do conde Eustácio de Bolonha, que aparece pelo conteúdo do Carmen, ter sido um amigo da família (e/ou parente: a maioria dessas casas nobres eram casadas nessa época): portanto, o Carmen poderia ter sido composto para apresentar Eustácio em uma luz favorável e, portanto, eventualmente, reverter o banimento do rei Guilherme da Bolonha depois de sua fracassada invasão da Inglaterra, no outono de 1067 (Eustácio na verdade permaneceu fora de favor até o final dos anos 1070).
Ao todo, o Carmen é o mais vívido dos relatos escritos originais, e praticamente o único a dar um ponto de vista em detalhes não normandos (a tapeçaria de Bayeux é problemática; a identidade e propósito de seus criadores é desconhecida, embora carregue evidência de envolvimento de ingleses em sua produção). Na verdade, é um poema com muita vivacidade o que fez com que ele no passado estivesse sob ataque ou acusado de falsificação, fraude ou, pelo menos, uma fonte posterior do século XII. Mas Frank Barlow argumenta em apoio à posição do Carmen como uma fonte muito precoce, de fato, muito provavelmente a partir do ano de 1067.